# Ordem Virtuti Militari
Ordem Virtuti Militari é mais alta condecoração militar polonesa, criada pelo rei Estanislau II da Polônia, em 1792, e considerada uma das mais antigas condecorações militares do mundo ainda em uso.
Ela é outorgada por "coragem extraordinária em face do inimigo" em cinco classes diferentes, por heroísmo pessoal ou a comandantes por liderança em combate. Pouco após a sua criação, entretanto, a República das Duas Nações, formada pela Polônia e Lituânia, foi destruída pelo Império Russo nas Partições da Polônia, em 1795, a condecoração abolida e seu uso proibido. Desde então, ela tem sido reintroduzida, renomeada e banida novamente diversas vezes. Através dos mais de duzentos anos de sua existência, milhares de soldados e oficiais, poloneses e estrangeiros, diversas cidades e um navio de batalha têm sido agraciados com a Virtuti Militari. Foi concedida pela última vez em 1989.

## História
A ordem militar foi criada em 22 de junho de 1792 pelo Rei Estanislau II para comemorar a vitória na Batalha de Zielence. Inicialmente, ela tinha dois graus de valor: uma medalha de ouro para generais e oficiais, e uma de prata para oficiais não-comissionados e soldados. Em agosto do mesmo ano, um estatuto para a medalha foi redigido, baseado no mesmo criado para a medalha austríaca da Imperatriz Maria Teresa. O novo estatuto mudou o formato da condecoração de estrela para cruz e criou cinco graus de valor:
Os primeiros agraciados com a medalha foram os integrantes do comitê de outorga. Pela Guerra Russo-Polonesa de 1792, um total de 63 oficiais e 290 civis comissionados como oficiais e soldados receberam a condecoração. O estatuto, entretanto, nunca foi usado, pois o rei aderiu ao acordo da Confederação Targowica, que aboliu a comenda e proibiu seu uso. Qualquer um que a usasse poderia ser preso e expulso do exército. Apesar de reintroduzida em 23 de novembro de 1793, foi novamente banida em janeiro de 1794, por insistência da Imperatriz russa Catarina, a Grande.
Um ano depois, com o fim da República das Duas Nações, a medalha seguiu o destino do país e foi novamente abolida. O Rei Estanislau abdicou no mesmo ano; durante seu reinado, foram outorgadas 526 medalhas: 440 medalhas e cruzes de prata, 85 medalhas de ouro e cruzes e 1 no grau de Comandante. Entre os agraciados com ela no período, estavam o príncipe Józef Antoni Poniatowski e Tadeusz Kościuszko, líder militar e herói nacional polonês.
| Barretas dos graus de valor da Virtuti Militari | Barretas dos graus de valor da Virtuti Militari | Barretas dos graus de valor da Virtuti Militari | Barretas dos graus de valor da Virtuti Militari | Barretas dos graus de valor da Virtuti Militari |
| ----------------------------------------------- | ----------------------------------------------- | ----------------------------------------------- | ----------------------------------------------- | ----------------------------------------------- |
| Cruz de Prata                                   | Cruz de Ouro                                    | Cruz de Cavaleiro                               | Cruz de Comandante                              | Grã-Cruz com Estrelas                           |

## A Ordem no século XX
Depois de um século em que foi banida, reintroduzida, renomeada e voltando a ter o nome original, de acordo com as relações da Polônia com a Rússia Tzarista, a condecoração foi novamente oficializada em 1919, após a I Guerra Mundial, com a fundação da Segunda República da Polônia, com o nome oficial de Ordem Militar Virtuti Militari (Order Wojskowy Virtuti Militari). Cada um dos condecorados, independente de patente, recebia um salário anual de 300 zlótis. Outros privilégios incluíam o direito de primeira opção em caso de compra de terras estatais ou ocupação de um cargo público. Seus filhos recebiam pontos adicionais nos exames escolares ou universitários e os medalhados adquiriam também o direito de terem continência prestada por oficiais da mesma patente; os soldados recebiam automaticamente uma promoção ao posto imediatamente superior.
O chefe do conselho que outorgava as medalhas era o herói de guerra e comandante-em-chefe das Forças Armadas, Marechal da Polônia Józef Piłsudski, então o único polonês vivo outorgado com a medalha no grau de Grã-Cruz com Estrelas.
Com a invasão da Polônia pela Alemanha de Adolf Hitler em 1939 e a subsequente divisão do país entre nazistas e comunistas da União Soviética, pondo fim à Segunda República, a medalha passou a ser concedida por atos heroicos durante a defesa nacional e por atos de bravura de poloneses lutando ao lado de outros exércitos durante a Segunda Guerra Mundial, pelo governo polonês no exílio. Entre outros, foi agraciado com a comenda Tadeusz Bór-Komorowski, nome de código 'Comandante Bór', líder militar do Levante de Varsóvia, em agosto de 1944. Tropas polonesas que lutavam ao lado dos soviéticos, após a invasão da URSS pela Alemanha, também eram condecoradas por seus generais.
Durante a vigência da República Popular da Polônia, a Polônia sob governo comunista entre 1944 e 1989, a Virtuti Militari foi outorgada 5167 vezes a pessoas e organizações.

### Pós-redemocratização
Com a fundação da Terceira República em 1990 e a saída do poder dos comunistas, após mais de 40 anos de controle do país, as novas autoridades começaram a questionar diversas concessões de Virtuti Militari feitas neste período. Em 10 de julho de 1990, o presidente Wojciech Jaruzelski revogou a Grã-Cruz outorgada ao premier soviético Leonid Brejnev em 1974. Em 1992, a Sejm, a Câmara Baixa do Parlamento polonês, promulgou um novo ato legislativo, restaurando o Conselho da Virtuti Militari abolido pelas autoridades soviéticas, reconfirmando todas as condecorações concedidas pelo governo polonês no exílio e pelas autoridades pró-soviéticas da República Popular. Em 1995, o presidente Lech Walesa cassou a comenda concedida a Ivan Serov, chefe da KGB nos anos 50.
Desde 1989 a condecoração não é mais concedida e um novo ato do Parlamento estabelece uma nova regra, que estipula como prazo máximo para a concessão, 'não mais do que cinco anos após o término das hostilidades'.